# La (djur)
La är ett släkte med nattfjärilar inom familjen Crambidae. Släktet beskrev 1966 av Stanisław Błeszyński och omfattar fyra arter där tre givits skämtsamma namn utifrån släktnamnet. 

## Arter inom släktet
Enligt Catalogue of Life:
- La benepunctalis
- La cerveza
- La cucaracha
- La paloma